# Üröm
Üröm is een plaats (község) en gemeente in het Hongaarse comitaat Pest. Üröm telt 4904 inwoners (2001).